# Köçərli Moschee

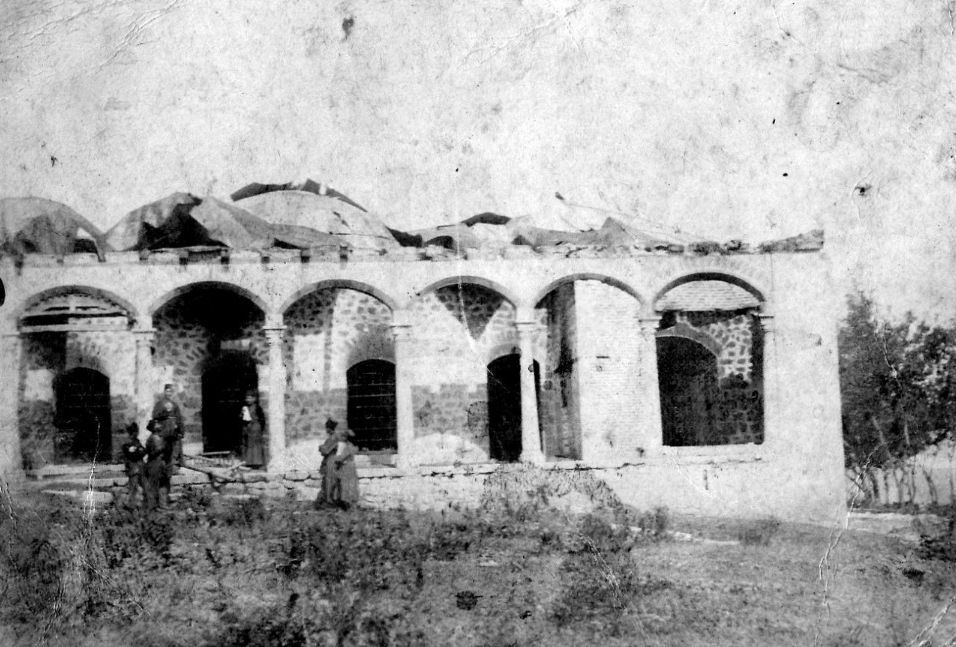
Köçərli Moschee (Bild aus dem 19. Jahrhundert)

Köçərli Moschee (eingedeutscht Kötschärli) war ein schiitisch-muslimisches Gotteshaus in der Stadt Şuşa im Westen Aserbaidschans. Sie wurde während der armenischen Besatzungszeit (1992–2020) vollständig zerstört und existiert heutzutage nicht mehr.

## Geschichte und Architektur
Die Moschee wurde Mitte des 19. Jahrhunderts errichtet und gehörte Bahman Mirza, dem jüngsten Sohn des persischen Prinzen Abbas Mirza. Die Stadt Şuşa bestand zur damaligen Zeit aus 17 Stadtteilen, die wiederum in obere und untere Viertel unterteilt waren. Die Köçərli Moschee befand sich im unteren und gleichnamigen Ortsteil der Stadt. Sie lag in der ehemaligen „Sowjet“-Straße, die nach Erlangung der Unabhängigkeit Aserbaidschans Ende 1991 in die Straße des „20. Januars“ (Tag der gewaltsamen Niederschlagung der aserbaidschanischen Unabhängigkeitsbewegung durch die sowjetische Armee im Jahr 1990) umbenannt wurde. Ab 1969 diente das Gotteshaus als historisches Museum.
Im Zuge des Ersten Bergkarabachkrieges wurde Şuşa am 8. Mai 1992 von den armenischen Truppen besetzt. Bei der Erstürmung hat die armenische Seite die Köçərli Moschee in Brand gesteckt. Die aserbaidschanischen Streitkräfte haben Şuşa nach 28 Jahren, am 8. November 2020, zurückerobert. Das Gotteshaus hat jedoch die Besatzungszeit nicht überlebt und war zu diesem Zeitpunkt bereits komplett zerstört.
Die Köçərli Moschee wird in der Liste der historisch und kulturell bedeutsamen Denkmäler Aserbaidschans aufgeführt. Per Erlass des Ministerkabinetts Aserbaidschans vom 2. August 2001 wird sie als architektonisches Denkmal von nationaler Bedeutung klassifiziert. Sie war Teil des 1977 errichteten „Staatlichen historischen und architektonischen Reservats“ von Şuşa.